# Algoritmo (singolo)
Algoritmo è un singolo dei rapper italiani Willie Peyote e Don Joe e del cantante giamaicano Shaggy, pubblicato il 30 aprile 2020.

## Video musicale
Il video è stato pubblicato il 5 maggio 2020 attraverso il canale YouTube di Willie Peyote.

## Tracce
1. Algoritmo – 2:58